# Rambert II Malatesta de Sogliano
Rambert II Malatesta de Sogliano fou fill de Joan II Malatesta de Sogliano. Fou comte sobirà de Sogliano (associat al germà Malatesta II Malatesta de Sogliano) i senyor de Pennabilli, Verrucchio, Roncofreddo, Poggio dei Berni, Ciola dei Malatesti, Montegelli, Rontagnano, Savignano di Rigo, Pietra dell'Uso, Montebello, Montepetra, Strigara, San Martino in Converseto, Montecodruzzo i Raggiano el 1358. Va morir el 1379.